# Tequila (municipalité)
Pour les articles homonymes, voir Tequila (homonymie).
La municipalité de Tequila est l'une des 212 municipalités de l'État de Veracruz, et est située dans la partie centrale de cet État. Elle se situe à l'ouest du golfe du Mexique, au sein de la chaîne de montagnes de la Sierra Madre orientale, et fait partie du bassin versant de la rivière Río Blanco, un des principaux affluents du fleuve Río Papaloapan. Son chef-lieu est la ville éponyme de Tequila. Elle dépend de la région administrative de Las Montañas, qui est une des 10 subdivisions administratives de l'État de Veracruz.

## Géographie
La municipalité de Tequila fait partie du bassin versant du fleuve Río Papaloapan, que de petits affluents de la rivière Río Blanco traversent. Cette dernière s'écoule plus au nord, notamment dans la municipalité de Cuichapa et passe plus à l'ouest par la ville d'Orizaba. Elle s'étend d'est en ouest sur les piémonts, puis sur les contreforts du massif montagneux de la Sierra Madre orientale, et son altitude oscille entre 600 et 2700 mètres. Son chef-lieu, la ville éponyme de Tequila, se trouve dans la partie occidentale de son territoire. Ce territoire couvre une superficie de 99,7 km2, et était peuplé en 2020 de 16 343 habitants, pour une densité de 163,9 habitants par km2.
Cette municipalité est limitrophe au nord de celles de Ixtaczoquitlán, de Magdalena, de San Andrés Tenejapan et de Rafael Delgado, à l'ouest de celle de Soledad Atzompa, au sud de celles de Atlahuilco, de Los Reyes et de Zongolica, et à l'est de celle de Naranjal.

## Composition et démographie
La municipalité était composée en 2020 de 41 localités, dont une seule était considérée comme urbaine, les autres étant rurales.
| Localité            | Population |
| ------------------- | ---------- |
| Tequila             | 4487       |
| Oxtotitla           | 754        |
| El Campanario       | 725        |
| Poxcautla           | 692        |
| Teotzacualco        | 642        |
| Reste des localités | 9043       |
| Total population    | 16 343     |

En plus de l'espagnol, plusieurs langues amérindiennes sont parlées dans la municipalité, dont les principales sont par ordre d'importance : le nahuatl, les autres langues sont très marginales.

## Histoire
En 1932, la municipalité se nomme San Pedro Tequila, et ajoute à ce nom celui de Roa Bárcena. En 1945, elle se nomme simplement Tequila.

## Économie

### Agriculture et élevage
La superficie des parcelles semées représentait en 2019 une surface totale de 3153 hectares, parmi lesquels 1690 étaient voués à la culture du maïs, 1377 hectares étaient voués à la culture du caféier, et 86 hectares étaient voués à celle du haricot.
En 2020, la production de viande par tonnes comprenait 5,3 tonnes de viande bovine, 47 tonnes de viande porcine, 4 tonnes de viande ovine, 5,3 tonnes de viande caprine, 9,3 tonnes de volailles, et 5,6 tonnes de dinde. La superficie vouée à l'élevage représentait alors 80 hectares.